# Nichtleiter
Nichtleiter sind Stoffe, deren elektrische Leitfähigkeit mit weniger als 10−8 S·cm−1 bzw. einem spezifischen Widerstand von über 108 Ω·cm vergleichsweise gering und daher meist nicht relevant ist und unterhalb der von Halbleitern liegt.
Während der Begriff in der Physik für beliebige Materialien wie auch Gase und das Vakuum benutzt wird, meint man in der Technik meist nur Festkörper.
Andere teilweise synonyme Bezeichnungen sind:
- Isolator: Der Begriff Isolator meint neben der hier beschrieben Materialeigenschaft auch das nichtleitende Bauteil, das der Befestigung von elektrischen Bauteilen dient.
- Isolierstoff: Werden Nichtleiter zur Isolation elektrischer Leiter verwendet, etwa bei Kabeln, so nennt man sie Isolierstoffe.
- Dielektrikum: Bestimmen die Isolierstoffe die elektrischen Eigenschaften von elektrischen oder elektronischen Bauteilen (z. B. Kondensatoren oder Koaxialkabel), so bezeichnet man sie als Dielektrikum.

Zu den Nichtleitern gehören die meisten Nichtmetalle sowie Kohlenwasserstoffe und viele andere organische Verbindungen.

## Unterteilung
Ideale Nichtleiter leiten keinen elektrischen Strom, sie haben einen unendlich hohen Widerstand und keine freien beweglichen Ladungsträger, wodurch ihre Leitfähigkeit null beträgt. Ideale Nichtleiter gibt es allerdings nicht (da auch das vollkommene Vakuum in der Natur nicht existiert), nur in einigen Experimenten konnten die Eigenschaften der idealen Nichtleiter (annähernd) erreicht werden, siehe Isolierstoff: Supraisolator-Effekt bzw. Superisolator.
Reale Nichtleiter hingegen besitzen, abhängig von der Temperatur, immer eine schwache Leitfähigkeit und somit einen endlichen spezifischen Widerstand. Dennoch können sie oft wie ideale Nichtleiter behandelt und ihre Leitfähigkeit vernachlässigt werden.

## Physikalische Eigenschaften
Aufgrund der Vielfältigkeit der nichtleitenden Materialien ist eine allgemeingültige Beschreibung ihrer physikalischen Eigenschaften außer der elektrischen Leitfähigkeit nicht möglich.
Nichtleiter sind Stoffe, bei denen die Dichte freier elektrischer Ladungsträger (Elektronen und/oder Ionen) sehr klein ist, d. h. die meisten Ladungsträger sind fest gebunden (Elektronen an die Atome bzw. Ionen im Kristallgitter) und haben somit keine bedeutende Beweglichkeit. Nur sehr wenige Teilchen sind frei beweglich und bilden Ableitungsströme.
Die Anzahl der frei beweglichen Ladungsträger vergrößert sich mit steigender Temperatur ((starkes) Erhitzen) und mit steigender Spannung (Feldstärke). Daher können alle Nichtleiter trotz ihrer Benennung mit ausreichend viel Energie, z. B. bei (sehr) hohen Temperaturen oder durch das Anlegen einer genügend hohen Spannung, zum Leiten von (höheren bzw. hohen) elektrischen Strömen gebracht werden. Dadurch verwandeln sie sich in elektrische Leiter, allerdings oft nur kurzfristig, da vor allem Festkörper dabei häufig irreversibel zerstört werden, siehe Isolator: Überlastungsschäden.
So wird auch Diamant, abgesehen vom Anlegen einer sehr hohen Spannung, bei Rotglut zum Leiter, ebenso wie Glas, das dann jedoch schmilzt.

### Energiebändermodell

Bandstrukturen von Nichtleiter (Mitte) und Halbleiter (rechts)

Am Beispiel eines nichtleitenden Festkörpers wie dem Diamanten lässt sich dies am besten über das Energiebändermodell darstellen.
Bei Nichtleitern ist das Valenzband voll besetzt. Da die „verbotene Zone“ (Energielücke zwischen Valenz- und Leitungsband) sehr groß ist (EG>3 eV), können Elektronen durch einfache thermische Anregung (bei Raumtemperatur oder unter Normalbedingungen) kaum ins Leitungsband wechseln. Ihre gering ausgeprägte Leitfähigkeit kommt daher vor allem durch Ionen zustande.
Auch bei stark erhöhten Temperaturen, bei denen die mittlere Energie der Elektronen theoretisch ausreichen würde, um ins Leitungsband zu wechseln, ist dies vergleichsweise selten der Fall. Eher kommt es vorher zu Ionisationsprozessen, Verunreinigungen führen zu Verlusteffekten, oder das Material wird durch die thermische Belastung zerstört.
In dieser Hinsicht unterscheiden sich Nichtleiter von Halbleitern. Auch diese besitzen eine „Verbotene Zone“, sie ist allerdings so klein, dass viele Elektronen auch bei geringen Temperaturen vom Valenzband in das Leitungsband angeregt werden können und somit für den Ladungstransport zur Verfügung stehen, ohne dass der Halbleiter beschädigt wird.
Der Grenzbereich zwischen Nichtleitern und Halbleitern liegt bei einer ungefähren Größe der Energielücke von drei Elektronenvolt: unterhalb Halbleiter, oberhalb Nichtleiter.

## Beispiele

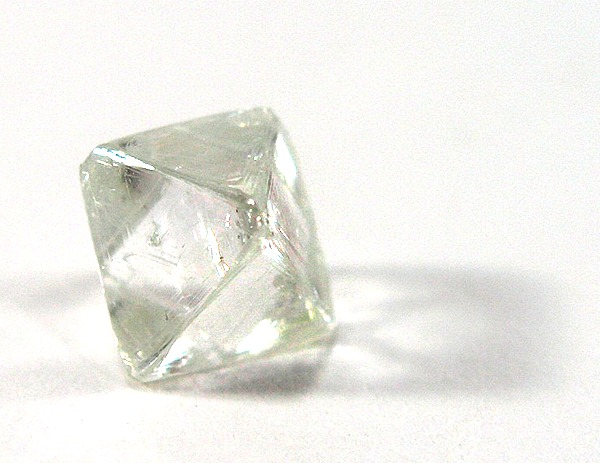
Diamant – ein Nichtleiter

Viele Stoffe sind Nichtleiter, einer der bekanntesten Vertreter ist reiner Kohlenstoff in der Modifikation Diamant. Aber auch zahlreiche Kohlenstoffverbindungen zählen zu den Nichtleitern, beispielsweise Bernstein oder verschiedene Kunststoffe. Letztere werden u. a. für die Isolation von Kabeln oder für Gehäuse verwendet. Weitere Nichtleiter sind Keramikwerkstoffe, Glas oder auch Silikone.
Nichtionisierte, trockene Gase, wie Argon, Sauerstoff oder auch normale trockene Luft, sind ebenfalls Nichtleiter. Generell ist die Anwesenheit von Wasser für viele natürliche Stoffe bzw. Stoffgemische (z. B. Holz), die den elektrischen Strom von sich aus nicht bedeutend leiten, dafür verantwortlich, dass diese zum Leiter werden. Denn destilliertes oder deionisiertes Wasser gilt zwar als Isolator, da aber immer einige Wassermoleküle dissoziiert sind, stehen Ionen zur Verfügung, die den elektrischen Strom leiten und Wasser zu einem schlechten Isolator machen. Bei normalem Leitungswasser oder Wasser in Seen kommen noch die gelösten Salze (Metall- und Nichtmetallionen) usw. dazu. Diese erhöhen die Leitfähigkeit enorm und machen Wasser dadurch zu einem Leiter.
Salze im festen Zustand sind – trotz ihres Ionenaufbaus – meist Nichtleiter. Die Bindungskräfte zwischen den Ionen sind zu groß, als dass sich genug Ionen ausreichend frei bewegen könnten. Werden Salze jedoch geschmolzen, so ändert sich das: die Ionen sind nun nicht mehr so fest an ihren Nachbarionen gebunden, und so können Salzschmelzen den elektrischen Strom durch Ionenleitung gut transportieren.